# Pseudoceles dirshi
Pseudoceles dirshi är en insektsart som beskrevs av Popov, G.B. 1951. Pseudoceles dirshi ingår i släktet Pseudoceles och familjen gräshoppor. Inga underarter finns listade i Catalogue of Life.